# Campeonato Paraguayo de Fútbol 1915
El Campeonato Paraguayo de Fútbol 1915 fue la novena edición de la Primera División de Paraguay , el campeonato tendría como participantes a 6 clubes.
Tal como sucedió en la edición anterior, aquí se gestaría otro de los primeros episodios del  Super Clásico Paraguayo , pues llegada la última fecha nuevamente Olimpia y Cerro Porteño  empataron en puntos, por lo que desempatarían en una final a doble partido donde se impondría Cerro Porteño, quedándose así con su segundo título. En esta temporada tampoco habría descensos ni ascensos.

## Participantes
- Club Cerro Porteño
- Club Guaraní
- Club Nacional
- Club Olimpia
- Club River Plate
- Club Sol de América

## Clasificación final
| pos. | equipos        | pj | pts. |
| ---- | -------------- | -- | ---- |
| 1    | Cerro Porteño  | 10 | 12   |
| 2    | Olimpia        | 10 | 12   |
| 3    | Guaraní        | 10 | 11   |
| 4    | Sol de América | 10 | 10   |
| 5    | Nacional       | 10 | 9    |
| 6    | River Plate    | 10 | 6    |

## Final

### Ida
|  | Olimpia | 1-1 | Cerro Porteño |  |  |

### Vuelta
|  | Cerro Porteño | 7-4 (3-0 t. s.) | Olimpia |  |  |

| Campeón: Club Cerro Porteño 2.º título |